# Acaena denudata
Acaena denudata é uma espécie de rosácea do gênero Acaena, pertencente à família Rosaceae.